# Bertrand IV de La Tour
Pour les articles homonymes, voir Bertrand IV et De la Tour.
 (février 2019).
Si vous disposez d'ouvrages ou d'articles de référence ou si vous connaissez des sites web de qualité traitant du thème abordé ici, merci de compléter l'article en donnant les références utiles à sa vérifiabilité et en les liant à la section « Notes et références ».
Bertrand IV de la Tour, né après 1353, mort après 1423, fut seigneur de La Tour et de Montga(s)con (à Maringues et Luzillat).

## Ascendance
Bertrand de La Tour était fils de Guy, seigneur de La Tour et d'Oliergues, et de Marthe Rogier de Beaufort, fille de Guillaume II, seigneur de Beaufort-en-Vallée et de Marie de Chambon, nièce du pape Clément VI (Pierre Rogier), et sœur du pape Grégoire XI. 

## Descendance
Il épousa en 1389 Marie Ire, comtesse d'Auvergne et de Boulogne, fille de Godefroy d'Auvergne, seigneur de Montgascon (fils puîné du comte Robert VII), et de Jeanne de Ventadour, et eut :
- Bertrand V († 1461), Seigneur de la Tour par son père Bertrand IV, puis comte d'Auvergne en 1437 et baron de Montgascon, à la mort de Marie, sa mère.
  - Bertrand VI (° 1417 - † 1494), comte d'Auvergne et de Boulogne.
  - Godefroy Ier († 1469), seigneur de Montgascon (Montgacon à Maringues et Luzillat) : d'où la branche des La Tour d'Auvergne, vicomtes de Turenne, ducs de Bouillon, princes de Sedan (dont le maréchal de Turenne) (cf. le lien Bertrand V)
  - Gabrielle († 1474), mariée en 1443 à Louis Ier de Bourbon († 1486), comte de Montpensier et dauphin d'Auvergne
  - Isabelle († 1488), mariée 1° en 1450 à Guillaume de Blois-Châtillon († 1456), vicomte de Limoges, puis 2° en 1457 à Arnaud Amanieu fils cadet de Charles II d'Albret († 1463), sire d'Orval et d'Esparre.
  - Louise († 1469) mariée en 1456 à Jean V, sire de Créquy († 1474).
  - Blanche, abbesse de Cusset, morte après 1472.
- Jeanne († 1426), mariée en 1409 à Béraud III le Jeune, dauphin d'Auvergne († 1426).
  - Jeanne Ire, dauphine d'Auvergne (° 1414 - † 26 mai 1436), épouse le 8 février 1426 Louis Ier de Bourbon († 1486), comte de Montpensier et dauphin d'Auvergne
- Isabeau, mariée en 1419 à Louis de Chalencon, vicomte de Polignac.
- Louise, (° 1410 - † 1472), mariée en 1433 à Claude de Bourgogne-Montagu, seigneur de Couches († 1471).